# Ministerio de Ambiente y Desarrollo Sostenible (Argentina)
El Ministerio de Ambiente y Desarrollo Sostenible de Argentina fue un organismo gubernamental responsable de coordinar las políticas del gobierno nacional en materia ambiental, estableciendo la planificación estratégica de políticas y programas en ese sentido. Tuvo a su cargo la promoción, difusión, y el desarrollo de actividades para contribuir en su ámbito integrándose con diversos organismos estatales, como así también el cumplimiento del derecho a un medio ambiente sano garantizado por la Constitución argentina.
Dicho ministerio fue disuelto, siendo en la actualidad, desde el 10 de diciembre de 2023 una secretaría de estado dependiente del Ministerio del Interior

## Historia
Tiene su origen en la Secretaría de Ambiente (creada en 1991 como Secretaría de Recursos Naturales y Ambiente Humano) que dependía de la Jefatura de Gabinete de Ministros de la Nación. De ella dependían diversos organismos, como la Dirección de Bosques, la Dirección de Fauna Silvestre, entre otros. Tenía su sede principal sobre la calle San Martín 451 de la Ciudad Autónoma de Buenos Aires.
El 10 de diciembre de 2015, el presidente Mauricio Macri le otorgó categoría de ministerio y designó como titular del flamante al rabino Sergio Bergman.
El 5 de septiembre de 2018, Macri degradó el ministerio al rango de secretaría dentro de la Secretaría General de la Presidencia. Los cambios se dieron en una modificación del gabinete nacional que redujo de 22 a 10 la cantidad de ministerios.
En diciembre de 2019 el presidente Alberto Fernández anuncia que el área vuelve a tener categoría de ministerio y nombra como titular a Juan Cabandié.
El 10 de diciembre de 2023, fue disuelta por el presidente Javier Milei, pasando de 18 a 9 ministerios.

## Competencias
De acuerdo a la Ley 22 520, las competencias del ministerio son «asistir al Presidente de la Nación, y al Jefe de Gabinete de Ministros en todo lo inherente a la política ambiental y el desarrollo sostenible y en la utilización racional de los recursos naturales…»

## Organización
El Ministerio de Ambiente y Desarrollo Sostenible está organizado de la siguiente forma:
- Ministerio de Ambiente

Secretarías y subsecretarías
- Secretaría de Control y Monitoreo Ambiental
  - Subsecretaría de Fiscalización y Recomposición
- Secretaría de Política Ambiental en Recursos Naturales
- Secretaría de Cambio Climático, Desarrollo Sostenible e Innovación
- Subsecretaría Interjurisdiccional e Interinstitucional
- Subsecretaría de Gestión Administrativa

## Nómina de Ministros
| N.º | Ministro       | Partido | Partido               | Periodo                                           | Presidente        |
| --- | -------------- | ------- | --------------------- | ------------------------------------------------- | ----------------- |
| 1   | Sergio Bergman |         | Propuesta Republicana | 10 de diciembre de 2015 - 5 de septiembre de 2018 | Mauricio Macri    |
| 2   | Juan Cabandié  |         | Partido Justicialista | 10 de diciembre de 2019 - 10 de diciembre de 2023 | Alberto Fernández |